# Anisocampium sheareri
Anisocampium sheareri är en majbräkenväxtart som först beskrevs av Bak., och fick sitt nu gällande namn av Ren-Chang Ching. Anisocampium sheareri ingår i släktet Anisocampium och familjen Athyriaceae. Inga underarter finns listade.